# Sint-Helenahop
De Sint-Helenahop (Upupa antaios) is een uitgestorven vogel uit de familie hoppen (Upupidae).

## Beschrijving
In 1963 vond de Britse zoöloog Philip Ashmole een opperarmbeentje van een hop op Sint Helena dat duidelijk verschilde van dat van een gewone hop. In 1975 beschreef de paleo-ornitholoog Storrs Lovejoy Olson een bijna compleet skelet. Deze hop was groter dan de gewone hop en werd beschreven als  Upupa antaios, vernoemd naar de mythologische held en worstelaar Antaios. Deze vogel had waarschijnlijk het vliegvermogen verloren, zoals vaker voorkwam bij vogels op kleine eilanden. Deze vogelsoort stierf waarschijnlijk kort na de kolonisatie van het eiland in 1502 uit.